# Paredoncito
Paredoncito es una ranchería del municipio de Benito Juárez, ubicada en el sur del estado mexicano de Sonora, en la costa del Mar de Cortés. La ranchería es la tercera localidad más habitada del municipio, ya que según los datos del Censo de Población y Vivienda realizado en 2010 por el Instituto Nacional de Estadística y Geografía (INEGI), Paredoncito tiene un total de 2251 habitantes.

## Geografía
Paredoncito se sitúa en las coordenadas geográficas 27°3′25″ de latitud norte y 109°54′46″ de longitud oeste del meridiano de Greenwich, a una elevación de 4 metros sobre el nivel del mar.